# باول راندال هارينجتون
باول راندال هارينجتون (بالإنجليزية: Paul Randall Harrington)‏ هو جراح أمريكي، ولد في 27 سبتمبر 1911 في كانساس سيتي في الولايات المتحدة، وتوفي في 29 نوفمبر 1980 في هيوستن في الولايات المتحدة.